# TV2 (Hongrie)
Ne doit pas être confondu avec M2 (Hongrie) ou TV2 (Malaisie).
TV2 (prononcé /ˈteːveː ˈkɛttø/) est une chaîne de télévision généraliste commerciale privée hongroise fondée en 1997.

### Logos

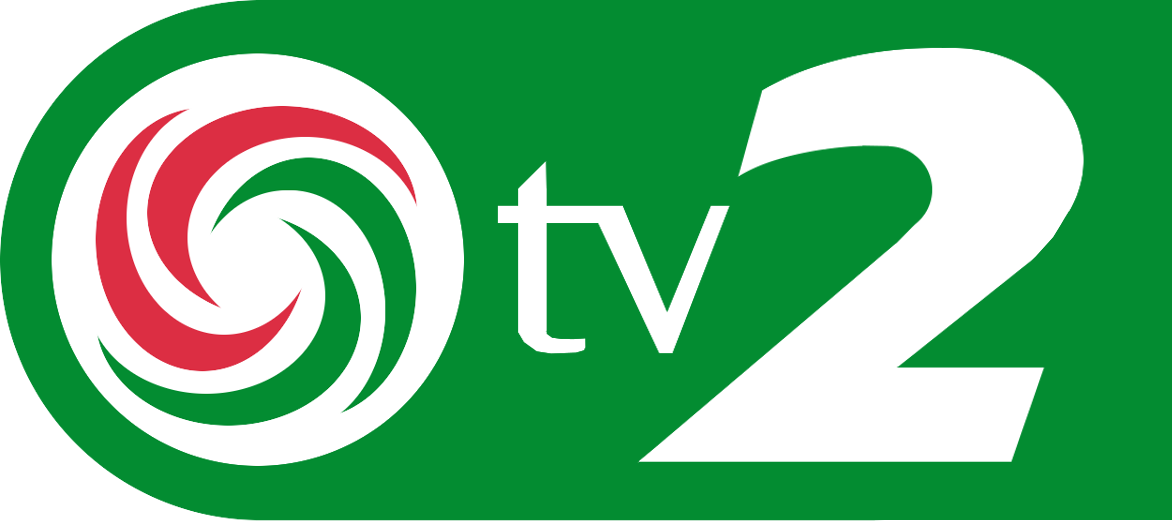
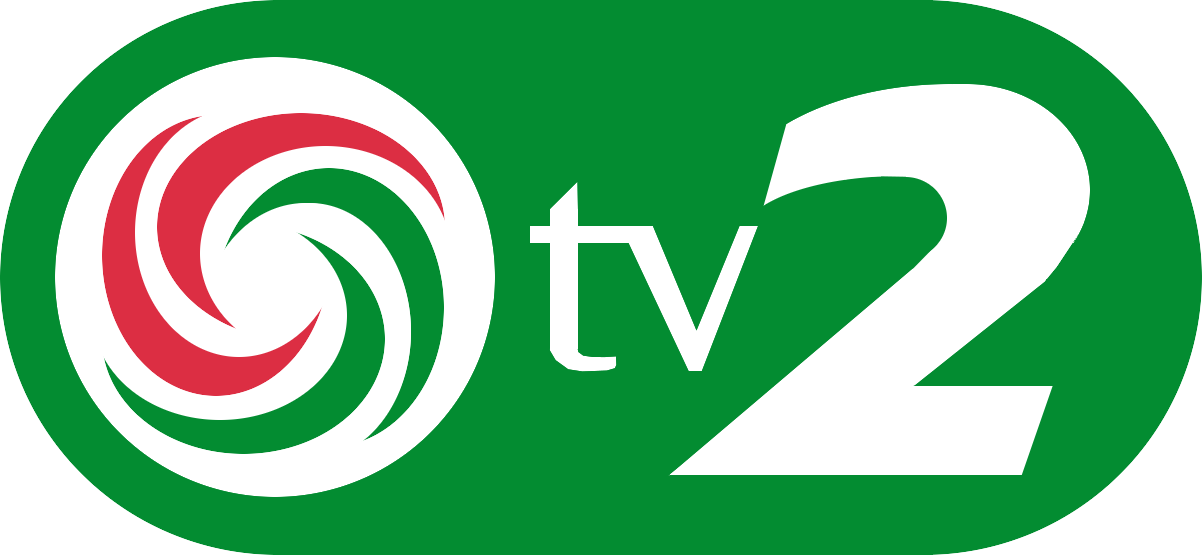
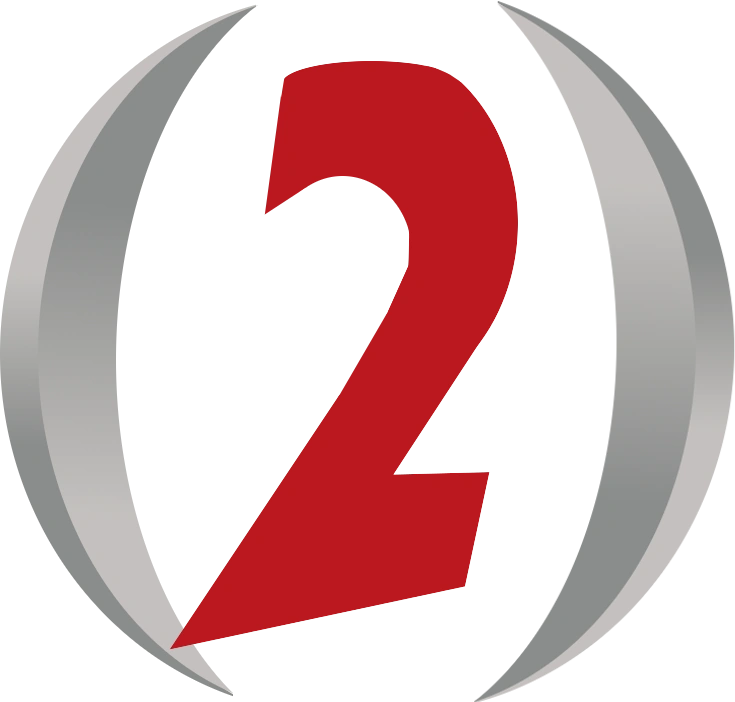
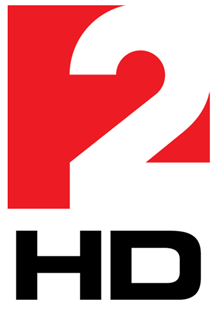

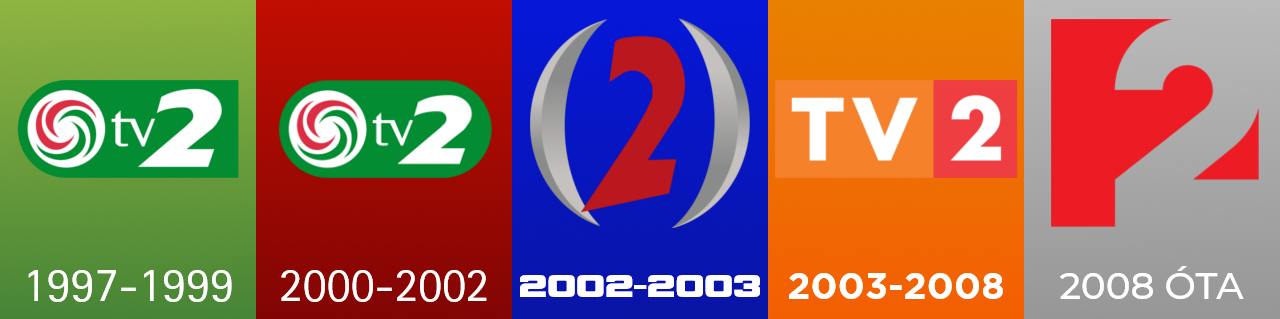
Logos de la chaîne depuis 1997.